# Chie Nakamura
Chie Nakamura (中村千絵?, Nakamura Chie; Tokyo, 14 maggio 1978) è una doppiatrice giapponese, lavora per Axlone.

## Doppiaggio

### Anime
1998
- DT Eitron (Eris)

1999
- Dual! Parallel Trouble Adventure (Yayoi Schwael)

2002
- Naruto (Sakura Haruno)

2003
- Gilgamesh (Kiyoko Madoka)

2004
- Il conte di Montecristo (Claire Marie Eugénie de Danglars)
- Zoids: Fuzors (Sweet)
- Rockman.EXE Stream (Shanka)

2006
- Gintama (Tom)
- Oh, mia dea! (Satoko Yamano)
- xxxHolic (Nanami)

2007
- Naruto Shippuden (Sakura Haruno, Suzume)
- Darker than Black (Brita)

2008
- Golgo 13 (Sara Perriand)

2009
- K-On! (Kawakami)

2010
- K-On!! (Kawakami)

2012
- Eureka Seven AO (Rebecka Hallstrom)

2013
- Samurai Flamenco (Sumi Ishihara)

2016
- Ace Attorney (Mia Fey)
- Joker Game (Synthia Grane)
- Bungo Stray Dogs (madre di Izumi)

2017
- Boruto: Naruto Next Generations (Sakura Haruno)

2018
- Tokyo Ghoul:re (Matsumae)
- Devilman Crybaby (Kaori Fudo)
- Ace Attorney 2 (Mia Fey)

2019
- Dororo (Nuinokata)
- Psycho-Pass 3 (Vera Zaharias)

2020
- Jujutsu Kaisen (madre di Noritoshi)

2021
- The World's Finest Assassin Gets Reincarnated in a Different World as an Aristocrat (Claris)

2022
- Delicious Party ♡ Pretty Cure (Akiho Nagomi)
- Police in a Pod (Yukari)

### OAV
2002
- Naruto: Alla ricerca del quadrifoglio cremisi (Sakura Haruno)

2003
- Naruto: Battaglia al Villaggio della Cascata. Sono io l'eroe! (Sakura Haruno)

2004
- Naruto: Finalmente lo scontro! Jonin VS Genin!! L'apertura del torneo della grande lotta indiscriminata!! (Sakura Haruno)

2006
- Hellsing Ultimate (Integra da bambina)

2015
- Tokyo Ghoul: Pinto (Matsumae)

### Film
- Naruto the Movie: La primavera nel Paese della Neve (Sakura Haruno)
- Gekijōban Naruto: Daigekitotsu! Maboroshi no chitei iseki dattebayo (Sakura Haruno)
- Gekijōban Naruto: Daikōfun! Mikazuki-jima no animal panic dattebayo (Sakura Haruno)
- Naruto Shippuden: L'esercito fantasma (Sakura Haruno)
- Naruto Shippuden: Il maestro e il discepolo (Sakura Haruno)
- Naruto Shippuden: Eredi della volontà del Fuoco (Sakura Haruno)
- Gekijōban Naruto Shippūden: The Lost Tower (Sakura Haruno)
- You're Under Arrest - The Movie (Minae Yasuda)

### Videogiochi
- Battle Stadium D.O.N (Sakura Haruno)
- Dragon Quest Monsters: Il Principe oscuro (cancelliere dell'Arena di Endor)
- Dragon's Dogma: Dark Arisen (Mirabelle)
- God Wars: Future Past (Tsukuyomi)
- Granblue Fantasy (Amar, Mariah)
- Killer Is Dead (Mondo Zappa (bambino), Jubilee)
- Mario & Sonic ai giochi olimpici di Rio 2016 (Wave the Swallow)
- Radiata Stories (Alicia)
- Sonic Riders (Wave the Swallow)
- Sonic Riders: Zero Gravity (Wave the Swallow)
- Sonic Free Riders (Wave the Swallow)
- Soulcalibur Legends (Sophitia Alexandra)
- Soulcalibur IV (Sophitia Alexandria)
- Soulcalibur: Broken Destiny (Sophitia Alexandria)
- Soulcalibur V (Elysium)
- Soulcalibur VI (Sophitia Alexandria)
- Tactics Ogre: Reborn (Arycelle Dania)
- Tales of the Abyss (Noel)
- Warriors Orochi 3 (Sophitia Alexandria)

### Altri doppiaggi
- Isabella (Thomas & Friends)